# Texans de Fort Worth
Les Texans de Fort Worth sont une équipe de hockey sur glace qui a évolué dans la Ligue centrale de hockey. Basés à Fort Worth, dans l'État du Texas aux États-Unis, ils sont créés en 1967 sous le nom de Wings de Fort Worth. En 1974, ils sont renommés Texans de Fort Worth et sont dissous en 1984.

## Statistiques
| No | Saison    | PJ | V  | D  | N  | BP  | BC  | Pts | Classement           | Séries éliminatoires | Entraîneur               |
| -- | --------- | -- | -- | -- | -- | --- | --- | --- | -------------------- | -------------------- | ------------------------ |
| 1  | 1967-1968 | 70 | 34 | 25 | 11 | 245 | 199 | 79  | 2e division Southern | Finalistes           | Fernie Flaman            |
| 2  | 1968-1969 | 72 | 23 | 29 | 20 | 210 | 237 | 66  | 5e division Southern | Finalistes           | Fernie Flaman            |
| 3  | 1969-1970 | 72 | 31 | 25 | 16 | 217 | 206 | 78  | 4e LCH               | Éliminés au 1er tour | Doug Barkley             |
| 4  | 1970-1971 | 72 | 35 | 28 | 9  | 232 | 198 | 79  | 3e LCH               | Éliminés au 1er tour | Doug Barkley Bob Lemieux |
| 5  | 1971-1972 | 72 | 30 | 30 | 12 | 238 | 246 | 72  | 3e LCH               | Éliminés au 1er tour | Bob Lemieux              |
| 6  | 1972-1973 | 72 | 31 | 35 | 6  | 254 | 267 | 68  | 4e LCH               | Éliminés au 1er tour | John Choyce Bob Lemieux  |
| 7  | 1973-1974 | 72 | 30 | 28 | 14 | 237 | 241 | 74  | 4e LCH               | Éliminés au 1er tour | Ed Chadwick              |
| 8  | 1974-1975 | 78 | 26 | 40 | 12 | 264 | 322 | 64  | 4e division Southern | Non qualifiés        | Ed Chadwick              |
| 9  | 1975-1976 | 76 | 29 | 31 | 16 | 287 | 271 | 74  | 4e LCH               | Non qualifiés        | Terry Gray               |
| 10 | 1976-1977 | 76 | 35 | 32 | 9  | 272 | 261 | 79  | 4e LCH               | Éliminés au 1er tour | John Choyce              |
| 11 | 1977-1978 | 76 | 44 | 29 | 3  | 262 | 251 | 91  | 1er LCH              | Champions            | Bill MacMillan           |
| 12 | 1978-1979 | 76 | 33 | 39 | 4  | 260 | 277 | 70  | 4e LCH               | Éliminés au 1er tour | Bill MacMillan           |
| 13 | 1979-1980 | 80 | 37 | 34 | 9  | 312 | 298 | 83  | 3e LCH               | Finalistes           | Ron Ullyot               |
| 14 | 1980-1981 | 80 | 24 | 53 | 3  | 201 | 309 | 51  | 7e LCH               | Éliminés au 1er tour | Ron Ullyot               |
| 15 | 1981-1982 | 80 | 20 | 57 | 3  | 273 | 401 | 43  | 5e division Southern | Out of Playoffs      | Andy Laing               |